# 다이호 (항공모함)
다이호(大鳳, 일본어: たいほう)는 실전에 참전한 일본 해군 정규 항모 중 제일 마지막에 준공됐다. 첫 출진인 마리아나 해전에서 미 잠수함의 뇌격에 의해 항공기 연료가 누출, 인화되어 폭발하였고 이 여파로 침몰하였다.

## 건조
1939년(쇼와 14년)에 발표된 제4차 함선 보충 계획(통칭 마루 4 계획)에 의해서 건조가 계획되었다. 당시 은닉명칭으로 'W14'라는 이름이 주어졌다. 처음에는 15.5cm포 6문을 탑재하고 아군 공격부대의 중간 기지로 운용하려 했으나 항공기의 고성능화에 따라 일반 항공모함으로 설계, 개발되었다. 개발 도중 급강하 폭격기의 발달에 따라 항공모함의 발착능력을 지켜내기 위하여 비행 갑판에 장갑을 하였다. 1941년(쇼와 16년) 7월 10일 카와사키 중공업의 고베 조선소에서 기공. 1943년 가을에 완공될 예정이었으나 반년 후 태평양전쟁이 발발, 공사 기간이 앞당겨지게 되어 1943년(쇼와 18년) 4월 7일 완공되었다. 다이호의 동형함은 없지만 작은 개량형을 설계하던 도중 전황의 악화에 따라 건조가 중단되었다.

## 구조
1.선체는 쇼카쿠형 항공모함에 준하지만 비행갑판의 장갑화에 의해 중심을 잡아야 하기 때문에 갑판이 1층 줄고 함내의 용적도 쇼카쿠형보다 줄어들었다. 전체 길이는 쇼카쿠형에 유사한 길이가 있지만 해수면에서 비행갑판까지의 높이가 12m로 히류형에 가까운 것이었다. 격납고는 개구부가 없는 밀폐식으로 폭탄이 폭발시 충격파가 취약해지도록 만들어졌다. 2.방어력 기관실은 고도 3000m에서 800kg의 폭탄과 거리 1200m~20000m에서 6인치 폭탄에 견딜 수 있게 만들어졌다. 또한 탄약고는 고도 3000m에서 1000kg의 폭탄과 거리 1200m~20000m에서 8인치 폭탄을 견딜 수 있게 만들어졌다. 따라서 주요 부분은 16mm 고장강철과 32mmCNC 강판에 의한 수평방어와 160mm~ 55MM의 CNC강판에 의한 수직방어가 되었다. 수중방어도 주요 부분을 액체층과 공기층을 조합한 합리적인 방어구조가 도입되어 TNT 300kg의 어뢰를 방어할 수 있게 만들어졌다. 3.비행갑판 당시 군부는 20m 전용 장갑을 하였다. 800kg 폭탄의 급강하 폭격에 견딜 수 있는 장갑을 찾고 있었으나 함정본부는 건조가 실현 불가능하다 여겨 초안에서는 거의 함의 전체를 무장할 예정이었으나 중앙부와 격납고, 비행갑판에만

## 회항 및 훈련
1944년 (쇼와19년) 3월 7일, 병력 수송을 겸하여 아키츠키형 구축함 하츠츠키와 와카츠키와 함께 출항하였다. 함재기로는 601공의 영전, 혜성, 천산 외에도 사정, 월광, 영관 및 영식수정이 있었다. 4월 4일 싱가포르의 셀레타 군항에 입항하지만 입항 직전에 조종장치의 고장으로 조타불능이 되지만 큰 문제가 일어나지는 않았다. 5월 14일 타우이타우이 정박지에 도착하지만 미군의 잠수함이 출몰하기 때문에 충분한 훈련이 불가능하였다. 6월 14일 기마라스에 입박하고 급유하였고 6월 15일 마리아나를 향한다.

## 참전사
1944년(쇼와 19년) 6월 18일, 마리아나 해전에 참전, 다이호에서 발함한 혜성이 미군 기동부대를 발견하여 전위함대 공격대의 발진을 시작했지만 공격대의 귀환이 야간이므로 야간 착함의 위험이 고려되자 이 날의 공격은 보류되었다. 6월 19일 오전 6시 반, 미군 기동부대를 발견, 오전 7시 45분부터 다이호의 공격대가 발함되었다. 이 때 함의 대부분의 사람들이 공격대를 배웅하기 위해 갑판에 있었으므로 대잠 경계가 소홀했다는 것이 굉침 원인 중 하나였다. 당시 가토급 잠수함 알바코어(USS Albacore, SS-218)은 오자와 함대를 추격 중이었는데 다이호를 발견, 원거리에서 6발의 어뢰를 발사한다. 다이호 상공에서는 발함한 제 1차 공격대가 편대를 짜고 있었지만 코마츠 유키오 병조장의 혜성이 편대에 참가하지 않고 오른쪽을 선회하다가 어뢰를 발견, 뇌격을 저지하기 위해 바다에 돌입했다. 감시원은 즉시 보고, 다이호는 28노트로 직진하였지만 오전 8시 10분 오른쪽 앞부분에 명중되었다. 다이호는 뇌격에 맞았지만 경사가 일어나지 않았고 정면이 약간 침하되었기 때문에 전투 진행이 가능했다. 오자와 장관의 명에 따라 수리공들이 즉시 수리를 하였으나 아래쪽 격납고의 승강기 부근에서 휘발유가 누출되었고 이에 기화된 가솔린을 흡입하여 실신한 승무원이 속출하였고 수리공구 사용으로 인한 불꽃이 두려워 공구도 사용하지 못하자 수리작업이 진전되지 못하였다. 오후 2시 공격대가 미함대를 발견할 수 없어 손해없이 함대에 돌아왔다. 공격대를 수용 도중(오후 2시 32분)에 기화된 가솔린에 인화되어 다이호 내부에서 대폭발이 일어난다. 이 폭발로 두꺼운 장갑판이 뜨겁게 달아올라 비행장갑이 순식간에 화염에 휩싸인다. 항해사가 함교 후방에 설치되어 있는 원격조작 소화장치를 작동시켰지만 진화되지 않았고 오자와 장관은 기관부가 폭발시 화염에 전멸했다고 생각하여 함의 속도를 낮춰 정지시키고 근처의 구축함 와카츠키로 구출된다.
다이호는 4시 28분 침몰하였다.

## 여담
콘도소위에 의하면 키구치 함장은 키스카섬 철수작전에서 함과 운명을 함께 한다고 하였으나 다이호의 침몰로 충격을 받아 의식이 없는 상태에서 구출되었다고한다.

## 같이 보기
- 진주만 공격
- 마리아나 해전
- 일본제국 해군